# Акимовка
Аки́мовка (укр. Яки́мівка) — посёлок, Акимовский поселковый совет, Мелитопольский район, Запорожская область, Украина.
Является административным центром Акимовского поселкового совета, в который не входят другие населённые пункты.

## Географическое положение
Посёлок городского типа Акимовка находится на берегу реки Малый Утлюк,
выше по течению на расстоянии в 6 км расположено село Поляновка (Мелитопольский район),
ниже по течению примыкает село Владимировка.
Через посёлок проходят автомобильная дорога Т-0820 и железная дорога, станция Акимовка.

## Происхождение названия
Своё название Акимовка получила в честь полицейского исправника Акима Колосова, под руководством которого проходило начало заселения данной местности.

## История
В окрестностях посёлка люди жили ещё в эпоху бронзы (2-е тысячелетие до н. э.), о чём свидетельствуют сохранившиеся курганы.
До 1830 года на месте современной Акимовки находился аул Азберда — «малочисленная, чахлая берда». Его жителями были казённые крестьяне-овцеводы, переселённые из Молдавии. В 1830 году они вернулись обратно в придунайские области.
В 1833 году 7 мордовских сектантов-иконоборцев, прибывших из Спасского уезда Тамбовской губернии, основали на месте бывшего аула село Акимовка.
В течение следующих двух десятилетий население села неоднократно пополнялось приезжими: в 1838 году — из Борисоглебского уезда Тамбовской губернии, в 1841 году — из Фатежского уезда Курской губернии, в 1855 году — из Спасского уезда Тамбовской губернии (родины мордвинов-основателей села).
В 1863 году Акимовка стала волостным центром.
В XIX веке Акимовка становится крупным пунктом торговли зерном. Если в 1876 году из села отправлено по железной дороге 58 грузов с хлебом, то в 1886 году — уже 1433 груза, то есть за 10 лет поток товарного зерна увеличился почти в 25 раз. К началу XX века грузооборот станции Акимовка достиг полумиллиона пудов в год.
В 1887 году построена первая, а в 1907—1908 годах — вторая паровые мельницы. Объём их производства составил в 1909 году в денежном исчислении около 75 тыс. руб. На мельницах трудилось около 30 рабочих.
В 1908 году в Акимовке появился завод сельскохозяйственных машин, на котором изготовлялись двигатели, конные молотилки, жатки.
В 1912 году основано Акимовское отделение Бюро по сельскохозяйственной механике, которое в 1930 году преобразовано в Акимовскую опытную станцию механизации сельского хозяйства в составе Украинского института механизации и электрификации сельского хозяйства.
В 1913—1914 годах на Акимовской машинно-испытательной станции проходил испытания первый в Российской империи комбайн, привезённый американцами на Киевскую сельхозвыставку.
В ноябре 1917 года в Акимовке была установлена Советская власть.
Во время Великой Отечественной войны в 1941—1943 гг. селение находилось под немецкой оккупацией.
В 1942 году в Акимовке была создана группа подпольщиков, большинству из которых было по 17—20 лет.
В начале 1943 года в результате предательства часть подпольщиков после издевательств и пыток была расстреляна и повешена прилюдно, а часть отправлена в концлагерь.
В честь их подвига возле стадиона «Колос» в Акимовке установлен памятник.
В 1957 году Акимовке присвоен статус посёлок городского типа.
В 1976 году здесь был организован районный музей.
По состоянию на начало 1978 года здесь действовали завод «Стандарт» (специализировавшийся на производстве пароводяной арматуры), завод продовольственных товаров, хлебный завод, элеватор, районное объединение «Сельхозтехника», две общеобразовательные школы, музыкальная школа, художественная школа, сельское профессионально-техническое училище, Южное отделение Украинского НИИ механизации и электрификации сельского хозяйства, три лечебных учреждения, Дом культуры, 4 клуба, 6 библиотек.
В январе 1989 года численность населения составляла 13 034 человека, по данным переписи 2001 года — 12 832 человека. По состоянию на 1 января 2013 года численность населения составляла 11 945 человек.
С марта 2022 года находится под российской оккупацией. 

## Экономика

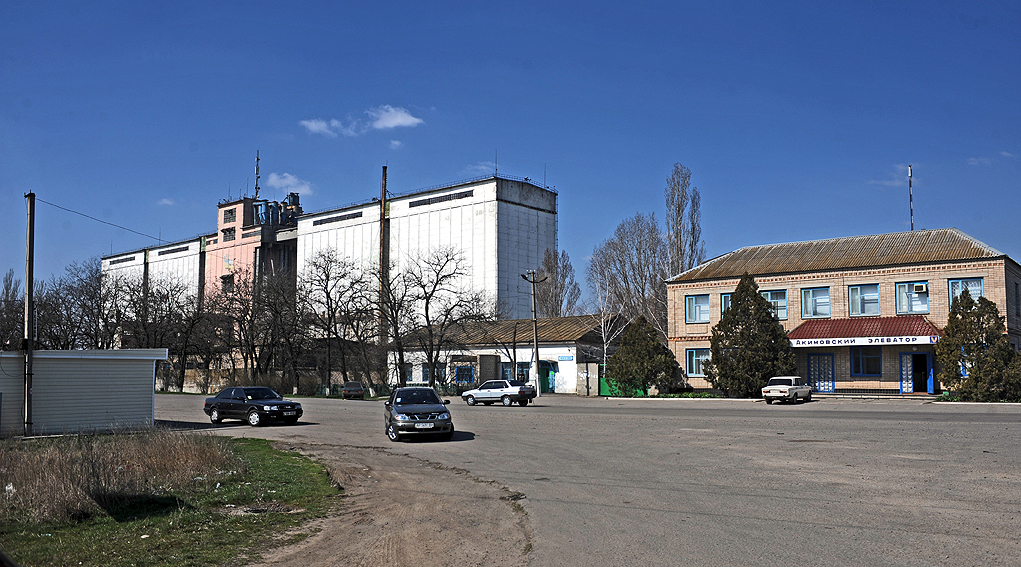
Акимовский элеватор

- Филиал Акимовский элеватор ОАО Розовский элеватор
- ООО «Агроникс»
- Акимовский завод керамических изделий, ООО (разобран)
- Акимовский комбикормовый завод, ООО.
- Акимовский завод продтоваров, ООО.
- ООО «Техносервис»

## Объекты социальной сферы
- Школа № 1.
- Школа № 2.[10]
- Акимовская гимназия (укр. Якимівська гімназія).[11]

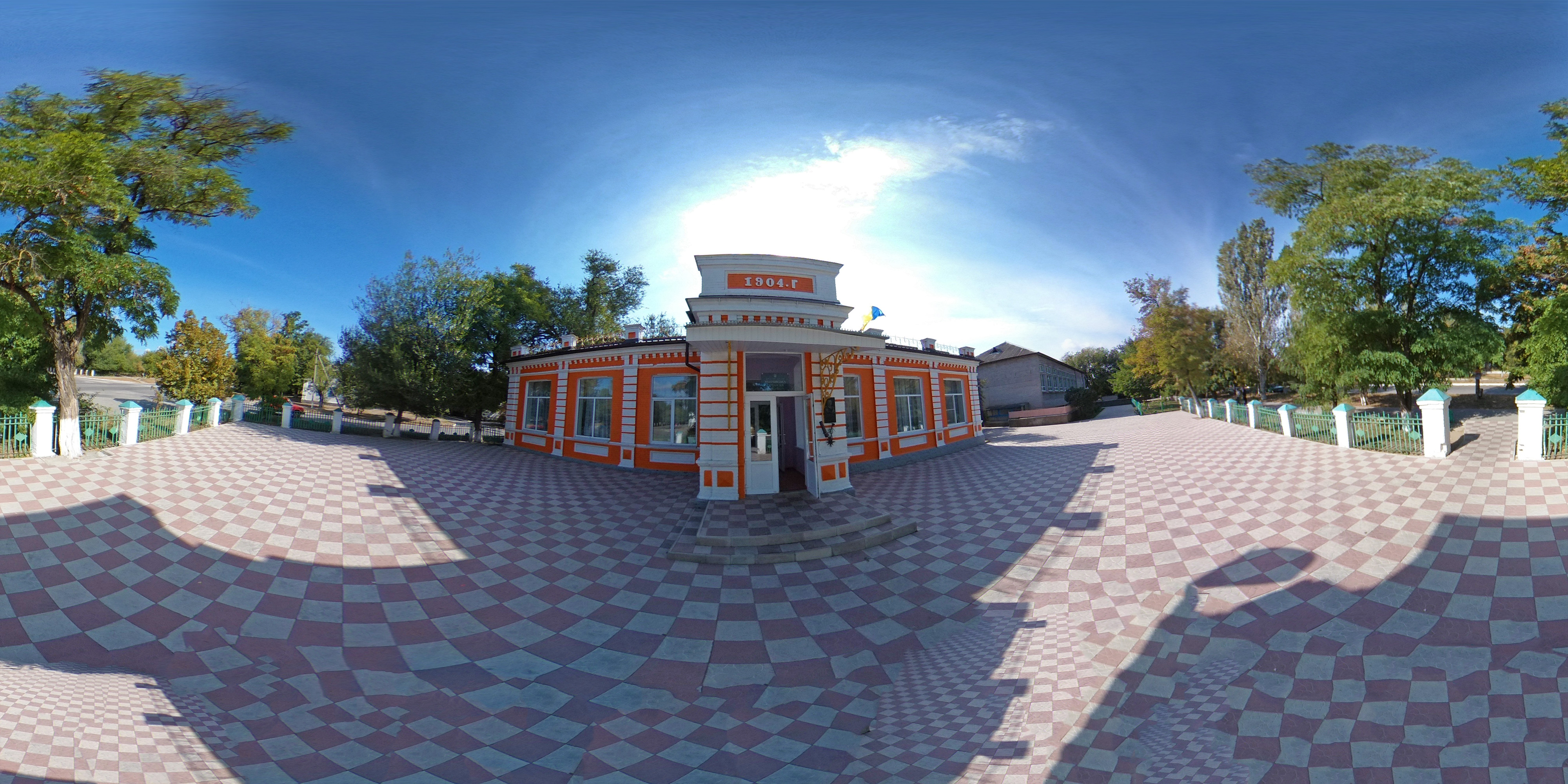
Средняя Акимовская школа № 1

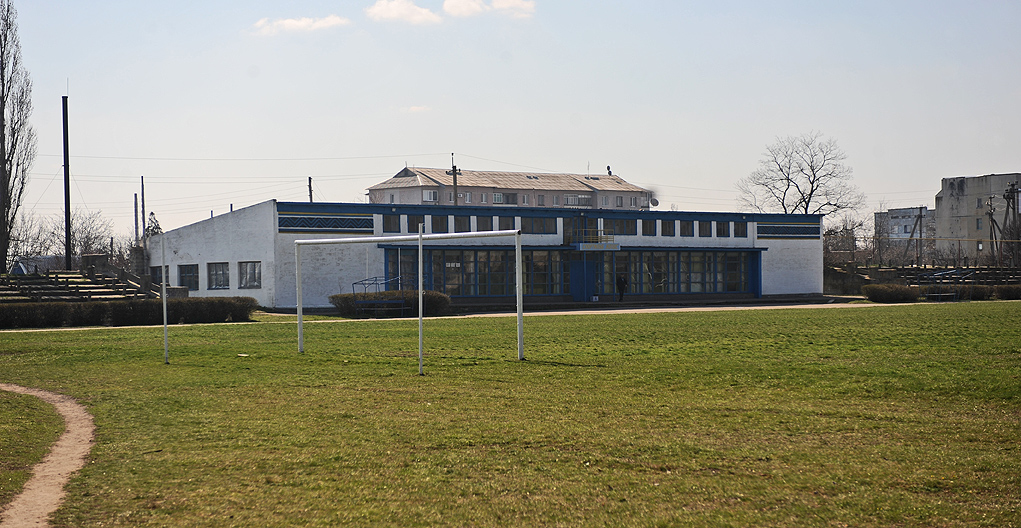
Стадион «Колос»

- Детские сады: Росинка, Тополек, Солнышко, Ласточка, Колосок, Малыш.
- Дом культуры.[12]
- Музыкальная школа.[13]
- Районная больница.[14]
- Стадион «Колос им. М. А. Горлача».
- Аграрный лицей (укр. Якимівський професійний аграрний ліцей)
- Краеведческий музей (укр. Якимівський районний історико-краєзнавчий музей)

## Природа. Природные ресурсы
Акимовка находится в умеренно континентальном климате с выраженными суховейными явлениями. Средняя температура января — −4.8°С, июля — 32,5°С. Среднегодовое количество осадков — 349 мм. Испарение превышает количество осадков. Коэффициент увлажнения меньше 1, то есть территория относится к зоне недостаточного увлажнения. Весной редко бывают пыльные бури, продолжительность которых колеблется от пяти до десяти дней. Наибольшее количество осадков выпадает летом в виде кратковременных ливней высокой интенсивности. Для осени характерна неустойчивая погода с повышенной активностью фронтальных процессов. Устойчивый снеговой покров наблюдается меньше, чем в половине зим. Высота снежного покрова — около пяти сантиметров, продолжительность 15-20 дней. Зимой часты продолжительные оттепели с гололёдом.
В результате интенсивного использования земель дикая растительность сохранилась на 3-4 % территории вокруг Акимовки и представлена небольшими участками, непригодными для сельскохозяйственного использования: склоны оврагов, речные долины, речная пойма. Целинные участки степи представлены травостоями с преобладанием типчака, осоки, полыни приморской, мятлика и разнообразными молочаями.
Древесно-кустарниковая растительность представлена карагачом кустарниковым, степным терном. Заросли вишни, шиповника и глота имеют антропогенное происхождение. Лесопосадки и другие искусственные насаждения нетипичны для степной зоны, хотя и гасят пыльные бури, ослабляют восточные ветры, задерживают влагу и улучшают грунты.

## Известные уроженцы
- Таисия Ивановна Кившарь (* 1947) — украинский историк, библиограф, доктор исторических наук, профессор, Заслуженный работник культуры Украины (2004)[15].
- Николай Павлович Константинов (1908—1991) — участник Великой Отечественной войны, Герой Советского Союза (1945), генерал-лейтенант (1962).
- Исаак Залманович Копелян (1909—2001) — советский художник, книжный иллюстратор, организатор издательского дела. Брат народного артиста СССР Ефима Захаровича Копеляна.
- Виктор Иванович Шабельник (1924—1995) — участник ВОВ, Герой Советского Союза (1946).
- Сергей Сергеевич Щиров (1916—1956) — участник ВОВ, Герой Советского Союза (1942).